# 沈國禎
沈國禎（1946年5月18日—），中华民国空军二級上将，生於安徽省無為縣，畢業於空軍官校59年班、台大EMBA碩士，曾任空軍司令、國防部參事、空軍總司令部參謀長、國防部整評室主任、空軍計畫署長、參謀本部聯五助次、空軍401聯隊長，也是總統陳水扁任內任期最短的空軍司令。

## 生平
沈國禎畢業於中華民國空軍軍官學校第51期，曾任聯隊長、國防部整評室主任、空軍參謀長等職。2006年2月，接任空军总司令。

## 爭議
於2016年與前總政戰部主任許歷農、前總統府戰略顧問周仲南、曹文生、前國防部副部長王文燮等，總計30多名退役將官赴中國大陸參與中山黃埔兩岸情論壇與紀念孫中山先生誕辰150週年大會，不過沈國禎等退役將領於會中聆聽中共中央總書記習近平演說，引起台灣政壇的檢討及責備。
日後沈國禎接受風傳媒訪問時稱「我們很多人是被設計了」，並表示因突然安插行程，才會出席中共總書記習近平演說的場合，也表明有多位退將不滿陳興國對活動的安排，也不再參與此類參訪。